# OR4K17
후각 수용체 4K17(Olfactory receptor 4K17)은 인간의 OR4K17 유전자에 의해 암호화 된 단백질이다.
후각 수용체는 코의 냄새 분자와 상호 작용하여 냄새의 인식을 유발하는 신경 반응을 시작한다. 후각 수용체 단백질은 단일 암호화-엑손 유전자로부터 발생하는 대규모 G 단백질 수용체(GPCR) 군의 구성원이다. 후각 수용체는 많은 신경 전달 물질 및 호르몬 수용체와 7개의 막 횡단 도메인 구조(7TM)를 공유하고 냄새 신호의 G 단백질 중재 전달에 대한 책임이 있다. 후각 수용체 유전자 군은 게놈에서 가장 크다. 이 유기체에 대한 후각 수용체 유전자 및 단백질에 할당된 명명법은 다른 유기체와 무관하다.

## 추가 자료
- “The human olfactory receptor gene family”. 《Proc. Natl. Acad. Sci. U.S.A.》 101 (8): 2584–9. 2004. doi:10.1073/pnas.0307882100. PMC 356993. PMID 14983052.